# Dark Dark Dark
I Dark Dark Dark sono un gruppo musicale folk statunitense originario di Minneapolis, Minnesota.

## Discografia
Album
- 2008 – The Snow Magic
- 2010 – Wild Go
- 2012 – Who Needs Who
- 2014 – Flood Tide (Original Soundtrack)

EP
- 2008 – Love You, Bye
- 2009 – Remixes
- 2010 – Bright Bright Bright
- 2013 – What I Needed

## Componenti
2006–2008
- Nona Marie Invie - voce, pianoforte, fisarmonica
- Marshall LaCount - banjo, clarinetto, voce
- Todd Chandler - contrabbasso, voci secondarie
- Jonathan Kaiser - violoncello, chitarra, voci secondarie

2009–2010
- Nona Marie Invie - voce, pianoforte, fisarmonica
- Marshall LaCount - banjo, clarinetto, voce
- Todd Chandler - contrabbasso, voci secondarie
- Jonathan Kaiser - violoncello, chitarra, voci secondarie
- Walt McClements - pianoforte, fisarmonica, tromba, voci secondarie
- Brett Bullion - batteria, percussioni
- Mark Trecka - batterista tournista

2011–presente
- Nona Marie Invie - voce, pianoforte, fisarmonica
- Marshall LaCount - banjo, clarinetto, voce
- Walt McClements - pianoforte, fisarmonica, tromba, voci secondarie
- Mark Trecka - batteria
- Adam Wozniak - basso